# Leonid Popov

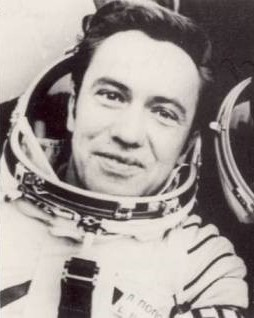
Leonid Popov

Leonid Ivanovitsj Popov (Oekraïens/Russisch: Леонід Іванович Попов) (Oleksandrija, 31 augustus 1945) is een voormalige militaire Sovjet-piloot en kosmonaut. Hij heeft de Oekraïense nationaliteit.
Eerst werd Popov opgeleid tot luchtmachtpiloot in Tsjernihiv in de toenmalige Socialistische Sovjetrepubliek Oekraïne. Nadien volgde hij een kosmonautenopleiding in het Russische centrum Joeri Gagarin, bij Moskou, alsook een voortgezette pilotentraining in het Joeri Gagarin-centrum bij Sint-Petersburg.
Hij voltooide driemaal een ruimtevlucht. In 1980 ging zijn eerste vlucht met Sojoez 35 naar het Russische ruimtestation Saljoet 6; hij keerde terug met Sojoez 37. Een jaar later, vloog hij weer naar Saljoet 6 met Sojoez 40 en keerde terug met diezelfde Sojoez 40. Zijn derde en laatste ruimtevlucht was met Sojoez T-7 naar het ruimtestation Saljoet 7, en terugkeer met Sojoez T-5.
Nadat hij in 1987 stopte bij de ruimtevaartorganisatie, keerde hij terug bij de luchtmacht, waar hij Sovjet-generaal werd (1989). In 1995 zwaaide hij af.